# USS Monterey (CVL-26)
USS Monterey (CVL-26) là một tàu sân bay hạng nhẹ thuộc lớp Independence của Hải quân Hoa Kỳ được đưa ra hoạt động trong Thế Chiến II. Sang giai đoạn Chiến tranh Triều Tiên, nó được sử dụng để huấn luyện trong nhiều năm trước khi được cho ngưng hoạt động vào năm 1956 và bị tháo dỡ vào năm 1971.

## Thiết kế và chế tạo
Nguyên được đặt lườn như tàu tuần dương hạng nhẹ Dayton (CL-78) vào ngày 29 tháng 12 năm 1941 bởi hãng New York Shipbuilding tại Camden, New Jersey, con tàu được cải biến thành tàu sân bay với ký hiệu CV-26 vào ngày 27 tháng 3 năm 1942 và được đổi tên thành Monterey bốn ngày sau đó; được hạ thủy vào ngày 28 tháng 2 năm 1943 dưới sự đỡ đầu của Bà P.N.L. Bellinger; và đưa vào hoạt động ngày 17 tháng 6 năm 1943 dưới quyền chỉ huy của Đại tá hải quân Lestor T. Hundt.

## Lịch sử hoạt động

### Thế Chiến II

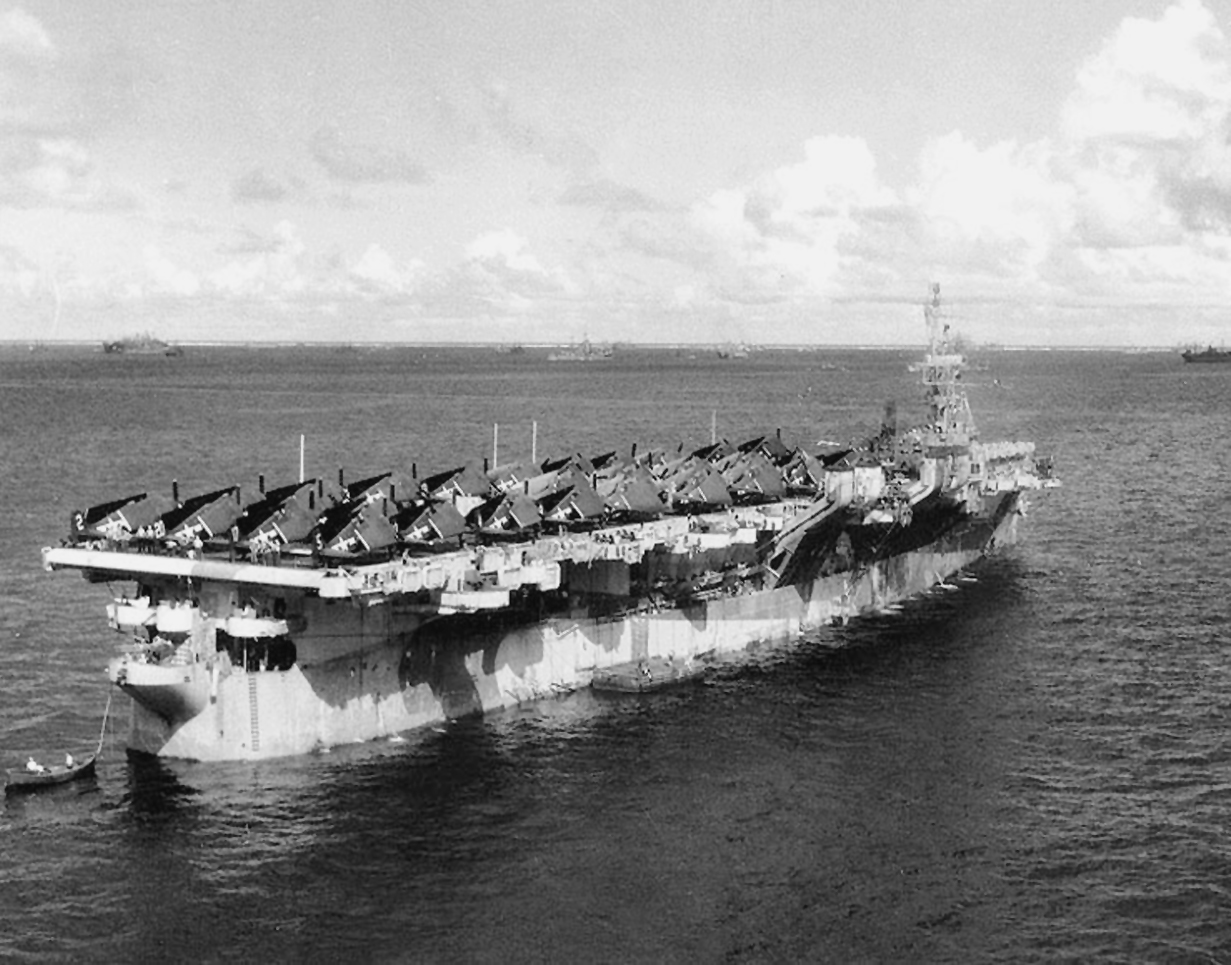
Chiếc USS Monterey vào năm 1944

Monterey được xếp lại lớp với ký hiệu CVL-26 vào ngày 15 tháng 7 năm 1943, không lâu sau khi được đưa vào hoạt động, và sau chuyến đi chạy thử máy, đã rời Philadelphia hướng sang Thái Bình Dương. Nó đi đến quần đảo Gilbert vào ngày 19 tháng 11 năm 1943, vừa kịp lúc để giúp cũng cố đảo Makin. Chiếc tàu sân bay, trong thành phần của Đội đặc nhiệm 37.2, tham gia đợt không kích lên Kavieng, New Ireland vào ngày 25 tháng 12 và hỗ trợ cho cuộc đổ bộ lên Kwajalein và Eniwetok cho đến ngày 8 tháng 2 năm 1944. Sau đó Monterey hoạt động cùng lực lượng tàu sân bay nhanh của Lực lượng Đặc nhiệm 58 trong các cuộc không kích lên quần đảo Caroline, quần đảo Mariana, bắc New Guinea và quần đảo Bonin từ tháng 2 đến tháng 7 năm 1944. Trong thời gian này chiếc tàu sân bay đã tham gia Trận chiến biển Philippine vào các ngày 29 và 30 tháng 4 năm 1944.
Sau đó Monterey quay về Trân Châu Cảng để đại tu, rồi lại khởi hành vào ngày 29 tháng 8 năm 1944. Nó tung ra các cuộc không kích lên đảo Wake vào ngày 3 tháng 9, rồi gia nhập Lực lượng Đặc nhiệm 38 để tham gia các cuộc tấn công lên phần phía Nam của Philippine và quần đảo Ryukyus. Từ tháng 10 đến tháng 12 năm 1944, nó ở lại Philippine, thoạt tiên hỗ trợ cho cuộc đổ bộ lên đảo Leyte, rồi sau đó là Mindoro.
Cho dù máy bay đối phương không thể gây hư hại gì cho Monterey, nó cũng bị hư hỏng sau đúng một năm phục vụ. Vào tháng 12 năm 1944, nó bị lọt ngay vào đường đi của cơn bão Cobra, với sức gió lên đến trên 180 km/h (100 knot). Vào lúc cao điểm của trận bão, vốn kéo dài đến hai ngày, nhiều máy bay bị giật đứt các dây neo cột và đâm vào nhau gây ra nhiều đám cháy trong sàn chứa máy bay. Trong trận bão, Tổng thống tương lai Gerald Ford, lúc đó là một Trung úy đang phục vụ trên con tàu, suýt bị cuốn rơi xuống biển. Sau đó, tình nguyện dẫn đầu một nhóm chữa cháy dưới hầm tàu, Ford và nhóm của ông đã chiến đấu dập lửa suốt đêm chống lại các đám cháy đang đe dọa con tàu.
Monterey quay về Bremerton, Washington để đại tu vào tháng 1 năm 1945. Sau đó nó lại gia nhập Lực lượng Đặc nhiệm 58 và hỗ trợ cho các hoạt động tại Okinawa khi tung ra các đợt không kích xuống Nansei Shoto và Kyūshū từ ngày 9 tháng 5 đến ngày 1 tháng 6 năm 1945. Sau đó chiếc tàu sân bay được phân về Lực lượng Đặc nhiệm 38 tham gia các đợt không kích cuối cùng xuống Honshū và Hokkaidō từ ngày 1 tháng 7 đến ngày 15 tháng 8 năm 1945.

### Sau chiến tranh

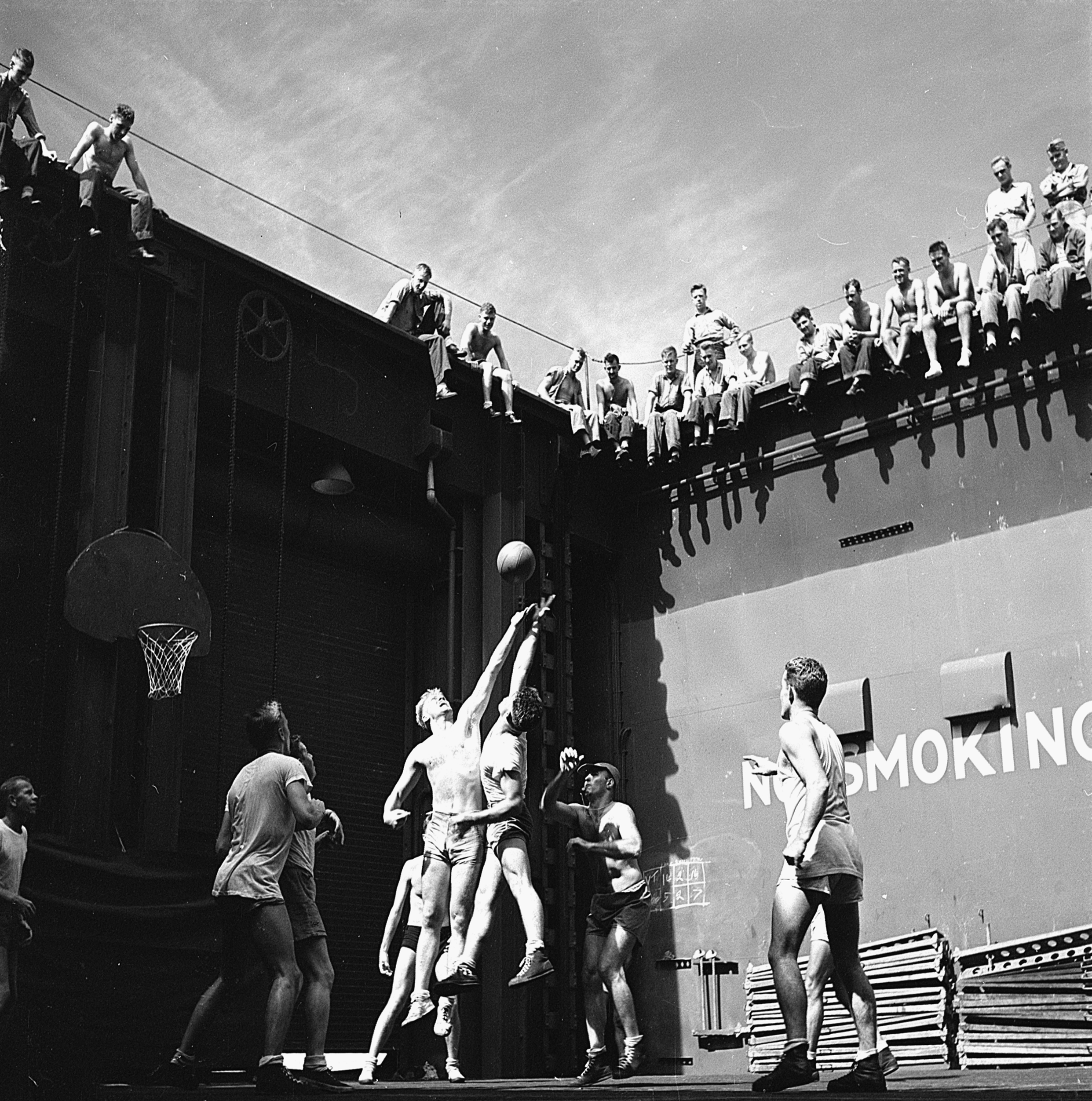
Các phi công hải quân đang chơi bóng rổ tại sàn thang nâng phía trước. Giữa năm 1944. Người đang nhảy lên bên trái là Gerald R. Ford.

Sau khi chiến tranh kết thúc, Monterey rời vùng biển Nhật Bản vào ngày 7 tháng 9, nhận lên tàu các quân nhân hồi hương tại Tokyo và quay về nhà, về đến New York ngày 17 tháng 10 năm 1945. Monterey để lại sau lưng một chiến tích lẫy lừng, với năm tàu đối phương bị đánh chìm và gây hư hại cho nhiều tàu bè khác, phá hủy nhiều ngàn tấn tải trọng tàu Nhật, hàng trăm máy bay cùng các trung tâm công nghiệp sống còn của Nhật. Sau đó, nó tham gia Chiến dịch "Magic Carpet", những chuyến đi hồi hương các quân nhân Hoa Kỳ chiến đấu tại châu Âu giữa Naples và Norfolk. Nó được cho ngừng hoạt động vào ngày 11 tháng 2 năm 1947, và được phân về Hạm đội Dự bị Đại Tây Dương thuộc nhóm Philadelphia.

### Chiến tranh Triều Tiên và sau đó
Với việc bùng nổ chiến sự khai mào cho cuộc Chiến tranh Triều Tiên, Monterey được đưa ra hoạt động trở lại vào ngày 15 tháng 9 năm 1950. Chiếc tàu sân bay rời Norfolk ngày 3 tháng 1 năm 1951 đi đến Pensacola, Florida, nơi nó hoạt động trong bốn năm tiếp theo sau đó. Trực thuộc Bộ chỉ huy Huấn luyện hải quân, Monterey tham gia huấn luyện cho hàng ngàn thành viên đội bay và phi công cho cả máy bay cánh cố định và máy bay trực thăng. Từ ngày 1 đến ngày 11 tháng 10 năm 1954, nó tham gia một chiến dịch cứu nạn lũ lụt tại Honduras. Chiếc tàu sân bay rời Pensacola ngày 9 tháng 6 năm 1955 để quay về hạm đội dự bị. Nó được cho ngừng hoạt động vào ngày 16 tháng 1 năm 1956. Trong khi đang ở lực lượng dự bị tại Philadelphia, nó được xếp lại lớp thành một tàu vận chuyển máy bay AVT-2 vào ngày 15 tháng 5 năm 1959, và cuối cùng được bán để tháo dỡ vào tháng 5 năm 1971.

## Phần thưởng
Monterey được tặng thưởng 11 Ngôi sao Chiến đấu do thành tích hoạt động trong Thế Chiến II.
|                                         |  |                           |
| Silver star · Silver star · Bronze star |  |                           |
|                                         |  | Bronze star · Bronze star |

| Đơn vị Tuyên dương Hải quân                                              |                                          |                                                             |
| Huân chương Chiến dịch Châu Á-Thái Bình Dương với 11 Ngôi sao Chiến trận | Huân chương Chiến thắng Thế Chiến II     | Huân chương Phục vụ Chiếm đóng Hải quân                     |
| Huân chương Phục vụ Phòng vệ Quốc gia                                    | Đơn vị Tuyên dương Tổng thống Philippine | Huân chương Giải phóng Philippine với 2 Ngôi sao Chiến trận |